# إيلانغ هيتام
إيلانغ هيتام قامت شركة الفضاء الأندونيسية بإطلاق أول نموذج أولي للطائرة إيلانغ هيتام بدون طيار متوسطة الارتفاع طويلة المدى والمصممه للقيام بعدد من المهام المحلية.

تم كشف النقاب عن الطائرة إيلانغ هيتام في 30 ديسمبر 2019 في مصنع باندونج الإندونيسي كما تقول الشركة المعروفة أيضًا باسم بي تي دي آي.

أعرب الرئيس الأندونيسي جوكو "جوكووي" ويدودو عن رغبته في تسريع التصنيع المحلي لهذه الطائرة الأولى من نوعها في البلاد وذلك عن طريق البدء بالأنتاج الكمي بحلول العام 2022 (بدلا عن العام 2024 في الخطة الأصلية) وهذا سيعني ضخ 80 مليون دولار في المشروع، وإلى حين العام 2022 سيتم إنتاج 5 نماذج من الطائرة إيلانغ هيتام بدون طيار.

## التصميم
تتميز الطائرة إيلانغ هيتام - وهي كلمة باللغة الإندونيسية مرادفة لكلمة العقاب الأسود - بالطراز التقليدي مع ذيل على شكل حرف V ومعدات الهبوط ثلاثية العجلات.

سيتم بناء نموذجين أوليين واستخدامهما في اختبارات الطيران والهيكل. وتأمل الشركة في الحصول على شهادة من مركز الجدوى التابع لوزارة الدفاع في عام 2021، وشهادة عسكرية كاملة بحلول عام 2023، والتي سوف تشمل الأسلحة.

نقلت تقارير إعلامية إندونيسية عن رئيس الشركة إلفين غوينتورو قوله إن الرحلة الأولى من المقرر أن تبدأ في عام 2020.

## الحمولة
تشير وسائل الإعلام إلى أن حمولات أجهزة الاستشعار ستشمل رادارًا بفتحة تركيبية، ولكن يبدو أن النموذج الأولي الأول يفتقر إلى أجهزة الاستشعار، مثل برج الكتروبصري / الأشعة تحت الحمراء. يتم تشغيل الطائرة بواسطة محرك روتيكس من النمسا. يمكن تشغيل الطائرة عن بعد عبر الأقمار الصناعية.

وتضيف الشركة الاندونيسيه الإندونيسية إلى أن نظام مراقبة الطيران من أصل أوروبي (من إسبانيا).

## المواصفات العامة
- الطاقم: بدون طيار.
- الطول: 8.65 متر.
- الارتفاع: 1.02 متر.
- المسافة بين الجناحين: 16 متر.
- سرعة الطيران: 127 عقدة.
- عدد ساعات الطيران: 30 ساعة طيران.
- المدى العملياتي: نصف القطر التشغيلي 250 كيلومتر.
- اعلى ارتفاع للتحليق: 7200 متر.
- المحرك: مجهزة بمحرك رباعي الأشواط بقوة 110 إلى 150 حصاناً واثنين من المراوح.
- طول مدرج الهبوط والإقلاع: قادرة على الهبوط على مدرج بطول 700 متر أو الإقلاع على مدرج بطول 500 متر.
- وزن الطائرة وهي فارغة: 575 كيلوغرام.
- وزن الوقود: 420 كيلوغرام.[4]
- حمولة الطائرة: 300 كيلوغرام.[5]